# Lina Wladimirowna Krasnoruzkaja
Lina Wladimirowna Krasnoruzkaja (russisch Лина Владимировна Красноруцкая, wiss. Transliteration Lina Vladimirovna Krasnoruckaja; englische Schreibweise Lina Krasnoroutskaya; * 29. April 1984 in Obninsk, Sowjetunion) ist eine ehemalige russische Tennisspielerin.

## Karriere
Krasnoruzkaja, die am liebsten auf Rasen spielte, begann im Alter von drei Jahren mit dem Tennisspielen. 1999 gewann sie den Einzeltitel der US Open bei den Juniorinnen gegen Nadja Petrowa. Mit 15 Jahren wurde sie Profi und spielte ihre ersten ITF-Turniere, bald danach auch auf der WTA Tour. Ihr Debüt gab sie beim Turnier in Luxemburg 1999, wo sie auf Anhieb das Halbfinale erreichte. Nach Siegen über Magdalena Maleeva und Silvia Farina unterlag sie nur knapp gegen Turnierfavoritin Dominique Van Roost in drei Sätzen.
Am 21. Juni 2003 sicherte sie sich beim Rasenturnier in ’s-Hertogenbosch an der Seite von Jelena Dementjewa im Doppel ihren einzigen WTA-Titel.
Im Einzel stand sie 2001 im Viertelfinale der French Open und kurz darauf im Achtelfinale von Wimbledon. Sieg kletterte auf Platz 22 der Weltrangliste, fiel allerdings im Folgejahr verletzungsbedingt weit zurück.
2003 gewann sie in Doha gegen die topgesetzte Monica Seles sowie Conchita Martinez auf dem Weg ins Halbfinale. In Toronto feierte sie ihren größten Erfolg und stand nach einem Sieg über die Weltranglisten-Erste Kim Clijsters im Endspiel, wo sie Justine Henin glatt unterlegen war.
2001 spielte sie gegen die Slowakei ihre einzige Partie für die russische Fed-Cup-Mannschaft.
Im Mixed stand sie 2003 mit Daniel Nestor im Endspiel der US Open. Dort unterlagen sie im verkürzten Entscheidungssatz der Paarung Katarina Srebotnik/Bob Bryan mit 5:10.
Ihren letzten offiziellen Auftritt hatte Krasnoruzkaja im Januar 2005 bei den Australian Open, als sie dort im Einzel in der Qualifikation und im Doppel in Runde eins scheiterte.
Schließlich beendet Lina ihre Karriere. In ihrer kurzen Profilaufbahn gewann sie knapp eine Million US-$ an offiziellen Preisgeldern.

## Turniersiege

### Einzel
| Nr. | Datum          | Turnier    | Kategorie   | Belag | Finalgegnerin           | Ergebnis |
| --- | -------------- | ---------- | ----------- | ----- | ----------------------- | -------- |
| 1.  | 18. April 1999 | San Severo | ITF $10.000 | Sand  | Oana-Elena Golimbioschi | 6:3, 6:0 |

### Doppel
| Nr. | Datum         | Turnier          | Kategorie    | Belag | Partnerin         | Finalgegnerinnen          | Ergebnis      |
| --- | ------------- | ---------------- | ------------ | ----- | ----------------- | ------------------------- | ------------- |
| 1.  | 21. Juni 2003 | ’s-Hertogenbosch | WTA Tier III | Rasen | Jelena Dementjewa | Nadja Petrowa Mary Pierce | 2:6, 6:3, 6:4 |